# JoJolion
JoJolion (Japonés: ジョジョリオン, Hepburn: Jojorion) es una serie de manga escrita e ilustrada por Hirohiko Araki, y es la octava parte de la serie JoJo's Bizarre Adventure. Fue serializada por Shueisha en la revista Ultra Jump desde el 19 de mayo de 2011 hasta el 19 de agosto de 2021, con un total de 46 volúmenes.
La historia comienza en 2011 y sigue a Josuke Higashikata, un joven afligido por amnesia retrógrada, en su búsqueda por descubrir su identidad en Morioh Town, una ciudad costera en Japón afectada por el terremoto en la región de Tōhoku. Sin embargo, su búsqueda lo arrastra a él y a su familia adoptiva a los asuntos pendientes entre su vida anterior y una amenaza inminente inhumana.
JoJolion representa la segunda parte de la serie ubicada en el universo de Steel Ball Run. Está parte también ganó el Gran Premio al manga en el Festival de arte de Japón de 2013.

## Producción
En el primer volumen, Araki describió la historia de JoJolion como la solución de una "maldición" (呪 い noroi). Las maldiciones, continúa, son los pecados de los antepasados y esto hace que la gente sea "impura" (穢 れ kegare), y si esta maldición continúa, solo se convertirá en "resentimiento" (恨 ura urami). Otro tema es que desde el nacimiento vemos las cosas en blanco y negro, pero esto produce una "fricción" (摩擦 masatsu) a partir de lo que la humanidad realmente experimenta. De estos, la "maldición" se levanta, siendo este el objetivo de la historia. En la cubierta interior del volumen 2, Araki explicó que el "lion" de "JoJolion" proviene tanto del concepto cristiano de bendición y los evangelios ("evangelion" en griego), el antiguo mito griego de Pigmalión y leones.

## Sinopsis
Ambientada en la misma continuidad que Steel Ball Run, S-City, M-Prefecture (M 県 S 市 Emu-ken, Esu-shi) fue devastada por el terremoto y tsunami de Tōhoku en 2011. A continuación, aparecen estructuras extrañas conocidas coloquialmente como los Ojos de Muro (目 の be Kabe no Me) en toda la ciudad de Morioh (町 王 町 Moriō-chō). Cuando una estudiante universitaria local llamada Yasuho Hirose encuentra a un joven misterioso enterrado bajo uno de los Ojos de la Pared, inician su aventura juntos para tratar de ayudar al joven a recuperar los recuerdos de su vida momentos antes de que Yasuho lo descubriera. Después de una pelea con el pretendiente de Yasuho, Josuke Higashikata, que revela que el joven tiene un Stand, él y Yasuho buscan su identidad. Primero creyendo que se llama "Yoshikage Kira", aunque Yasuho siente que el nombre "Josuke" encaja mejor con él. Se dirigen al apartamento de Kira donde son atacados por un hombre que está detrás de Kira. La pelea resultante le permite al joven explorar el alcance de su Stand al que llama Soft & Wet. Después de que su atacante Ojiro Sasame, usuario de Fun Fun Fun, se da cuenta de que el joven no es Kira en absoluto, Yasuho y Josuke regresan al lugar donde lo encontraron y encuentran el cadáver de Kira, lo que provoca un misterio de lo que le sucedió a Kira y quién realmente es el joven con una marca de nacimiento en forma de estrella.

## Personajes

### Personajes principales
- Josuke Higashikata[a] es un joven sin memoria de su pasado y de su nombre. Él es nombrado temporalmente "Josuke" por Yasuho, en honor a su perro. Poco después, él descubre que se llamaba originalmente Josefumi Kujo,[b] un amigo de la familia Kira, cuyo cuerpo fue fusionado junto con el de Yoshikage Kira a través de los Ojos de Muro y por una fruta de Locacaca. Él usa su Stand, Soft & Wet,[c] el cual le permite producir burbujas de jabón que, al hacer contacto con un objeto puede absorber, o robar un aspecto de ese objeto el cual puede usar para otros propósitos, tales como la vista de la persona o la fricción del suelo. Más tarde, descubre una nueva habilidad de su Stand, Go Beyond,[d] lo que le permite disparar burbujas impregnadas con una forma explosiva del fenómeno del Giro de Steel Ball Run.
- Yasuho Hirose[e]  es una joven quien descubre a Josuke y lo ayuda a descubrir su verdadera identidad. Ella usa su Stand Paisley Park,[f]  el cual tiene la habilidad de dirigir cosas alrededor de Yasuho y enviar objetos a través de conexiones inalámbricas.
- Rai Mamezuku[g] es un apreciador de plantas y cultivador de frutas que trabaja para la Compañía de Frutas Higashikata. Él usa su Stand Doggy Style,[h] el cual le permite pelar su cuerpo como una manzana, convirtiéndolo en un cable que puede controlar y manipular.
- Norisuke Higashikata VI[i] es el patriarca de la familia Higashikata y es el dueño de una compañía de frutas. Él usa su Stand King Nothing,[j] el cual tiene la habilidad de rastrear por medio del olfato, copiando sus movimientos, en secuencia.
- Jobin Higashikata[k] es el hijo mayor de la familia Higashikata. Él intenta obtener la fruta de Locacaca y usarla para curar a su hijo Tsurugi, en contra de la voluntad de su padre. Él usa su Stand Speed King,[l] el cual le permite manipular la temperatura de sus objetivos y almacenar calor en objetos, los cuales pueden ser utilizados como una trampa.
- Tsurugi Higashikata[m] es el hijo de Jobin, un niño de 11 años que se viste de mujer para evitar una maldición que afecta al primogénito de cada generación de la Familia Higashikata. Tsurugi le teme a la maldición de la familia, lo que permite ser manipulado por Yotsuyu después de verlo curar un perro petrificado llamado Iwasuke. Tsurugi usa el Stand Paper Moon King,[n] el cual le permite crear origami que altera la percepción de quien lo toque, y adicionalmente, le permite crear formas de origami de otros objetos además del papel y controlar cualquier criatura de origami que haya hecho.
- Joshu Higashikata[o] es un alumno universitario con un amor no correspondido a Yasuho. Él usa su Stand Nut King Call,[p] el cual le permite materializar tuercas y pernos a través de objetos o cuerpos de personas.
- Holy Joestar-Kira[q] es una oftalmóloga del Hospital Universitario Médico T.H. y una profesora asociada en la Universidad T.G. de Morioh. Ella es hospitalizada después de que parte de su cerebro y otros órganos están ausentes. Más tarde, es revelado que ella fue experimentada por los Humanos de Roca con el objetivo de crear nuevas formas de medicina de la fruta de Locacaca. Ella es la bisnieta de Johnny Joestar.
- Kei Nijimura[r] es la sirvienta de la familia Higashikata, y más tarde, es revelado ser la hija de Holy y la hermana de Kira. Ella usa el Stand Born This Way,[s] el cual aparece cuando su objetivo abre un objeto, como por ejemplo una puerta o un cuaderno, y lo ataca congelando todo a su alrededor.
- Hato Higashikata[t] es una modelo y la hija mayor de la familia Higashikata. Ella usa el Stand Walking Heart,[u] el cual le permite extender los tacones de sus zapatos en estacas endurecidas, que le permiten caminar en paredes y empalar a sus enemigos.
- Daiya Higashikata[v] es una adolescente casi ciega quien usa el Stand California King Bed,[w] el cual le permite robar las memorias de las personas y almacenarlas en piezas de ajedrez si ellos rompen una de sus reglas.
- Mitsuba Higashikata[x] es la esposa vanidosa de Jobin. Ella usa su Stand Awaking III Leaves,[y] el cual le permite crear flechas vectoriales, las cuales repelaran cualquier cosa hacia donde apunten las flechas.
- Kaato Higashikata[z] es la exesposa de Norisuke y la madre de Hato, Joshu, Daiya y Jobin. Después de haber asesinado a un niño para salvar a Jobin de la maldición de la familia, ella es liberada de la Prisión Green Dolphin Street después de servir a su condena de 15 años. Ella usa su Stand Space Trucking,[aa] lo que le permite a ella almacenar objetos o personas entre naipes.
- Karera Sakunami[ab] es una mujer desempleada y una estafadora fructuosa, la cual usa su Stand, Love Love Deluxe,[ac] para tener el control sobre el cabello de otras personas, haciéndolo crecer en sus cabezas e incluso en otras cosas que habían tocado.
- Yoshikage Kira[ad] es un doctor, descendiente de Johnny Joestar a través de su madre Holy. Él era amigo de Josefumi, el cual intentó ayudar a salvar la vida de Holy usando la fruta de Locacaca. El Stand de Yoshikage, Killer Queen,[ae] puede producir burbujas de jabón explosivas e invocar tanques miniaturas llamados Sheer Heart Attack.[af]

### Antagonistas

#### Humanos de Roca
- Tooru[ag] es el antagonista principal de JoJolion. Él es un empleado de medio tiempo en el Hospital Universitario TG y el exnovio de Yasuho. Más tarde, es revelado ser el líder de la Organización Locacaca. El Stand de Tooru, Wonder of You,[ah] el cual causa a todo quien intente perseguirlo a él o a su Stand sufra de accidentes denominados como "calamidades". Él propio Stand asume una forma humana conocida como Satoru Akefu,[ai] el cual trabajo como doctor en jefe del Hospital Universitario TG.
- Tamaki Damo[aj] es un Humano de Roca y el líder de la Organización de Contrabando de Locacaca. Él pretender estar enamorado de Hato para infiltrarse en la familia Higashikata y localizar a los asesinos de sus aliados. Él Stand de Damo, Vitamin C,[ak] le permite ablandar los cuerpos humanos para convertirlos en algo tan maleable como la masilla o tan viscoso como el líquido, después de que ellos toquen un objeto que tenga las huellas dactilares de Damo.
- Yotsuyu Yagiyama[al] es el primer Humano de Roca en ser introducido. Él engaña a Tsurugi para que lo ayude a matar a Josuke, mientras también planea robar la fortuna de la familia Higashikata. Yotsuyu asumió la identidad pública de un arquitecto, responsable de la construcción de la residencia de la familia Higashikata. Él Stand de Yotsuyu, I Am a Rock,[am] es de atribuir una fuerza a los objetivos que atraen hacia sí mismo algún tipo de objeto a la vez.
- Aisho Dainenjiyama[an] es un Humano de Roca muy nervioso y paranoico, siendo traicionado por su exnovia. El ataca a Yasuho y Tsurugi cuando se da cuenta de que lo estaban siguiendo, obligando al último a engañarlo en ser atropellado por un autobús. El Stand de Dainenjiyama, Doobie Wah!,[ao] le permite crear tornados en miniatura que automáticamente persiguen a sus objetivos.
- Los Hermanos A. Phex[ap] son Humanos de Roca gemelos que realizan trucos con un balón de fútbol en las calles de Morioh. Ellos persiguen a Karera antes de encontrarse con Josuke. El Stand del hermano mayor, Schott Key No. 1,[aq] le permite transferir objetos entre sus dos manos; él lo usa en una combinación con el Stand de su hermano menor, Schott Key No. 2,[ar] un balón de fútbol que contiene un gas venenoso.
- Dolomite,[as] conocido anteriormente como Masaji Dorokoma[at] es el único miembro de los Humanos de Roca en no formar parte de la Organización. Él era un hombre despreocupado y atractivo hasta que salvó a su novia ciega de entrar a una central eléctrica, electrocutado severamente su cuerpo y destruyendo sus brazos y piernas en el proceso. Jobin lo contacta y le pregunta que se encargue de Josuke después de la muerte de Damo. Dolomite usa el Stand Blue Hawaii,[au] para controlar a los seres humanos desde lejos para atacar a un objetivo en particular, siempre y cuando esa persona haya tocado algo que pertenece al usuario.
- Urban Guerrilla[av] es un gastroenterólogo que es enviado a asesinar a Mamezuku antes de que se encuentre con Josuke y Yasuho. Él ataca a los tres con su Animal de Roca mascota Doremifasolati Do.[aw]Él Stand de Guerrilla es Brain Storm,[ax] el cual puede causar hemólisis y derretir la carne  de cualquiera que este en contacto con las esporas.
- Poor Tom[ay] es un Humano de Roca con apariencia de niño y la personalidad y cara de un hombre adulto. Él le dice a Jobin que entierre su Stand en el huerto de la casa para prevenir que Mamezuku encuentre la rama, solo para traicionarlo a él y a su hijo Tsurugi. Su Stand, Ozon Baby,[az] Tom tiene el poder de sellar un área entera una vez que su representación física es enterrada bajo tierra.
- Wu Tomoki[ba] es un Humano de Roca que se hace pasar por un operador ortopédico y el doctor de Mitsuba Higashikata. Él es visto por primera vez examinando la oreja derecha de Mitsuba. Su Stand, Doctor Wu,[bb] que le permite desintegrarse en forma de gravilla, con el objetivo de introducirse en otros cuerpos y manipularlos física y mentalmente.

## Recepción
El primer volumen de JoJolion fue el segundo manga más vendido para su semana de debut, del 19 al 25 de diciembre de 2011, con 237,374 copias vendidas. El segundo volumen ocupó el tercer lugar, con 204.791 copias, para la semana del 16 al 22 de abril de 2012. Su tercer volumen debutó en el número dos durante la semana del 17 al 23 de septiembre y vendió 260.080 copias. Los tres fueron algunos de los manga más vendidos de 2012; el volumen uno fue el 46.º con 534.996 copias, el volumen dos fue el 53.º con 516.040, y el volumen 3 vendió 457.791 copias para el 69. El volumen cuatro fue el número dos para la semana del 12 al 18 de mayo de 2013, vendiendo 224,551 copias en su primera semana. La edición 2013 de Kono Manga ga Sugoi!, que encuesta a las personas en la industria del manga y la publicación, nombró a JoJolion como la 12.ª mejor serie de manga para lectores masculinos. Ganó el Gran Premio de manga en el Festival de arte de Japón 2013.